# Strada statale 212 della Val Fortore
La strada statale 212 della Val Fortore (SS 212) è una strada statale italiana, parzialmente riclassificata (strada provinciale 41 SS 212 –da Benevento a c.da Mosti– in provincia di Benevento), che interessa con andamento sud-nord le province di Benevento (in Campania) e Campobasso (in Molise), prendendo il nome dalla valle formata dall'omonimo fiume benché vi giunga dopo aver oltrepassato il bacino idrografico del fiume Tammaro.

## Storia
Il percorso fu istituito come strada statale dal Ministero per i Lavori Pubblici (allora ministro Togni) con un decreto ministeriale dell'8 settembre 1958, ai sensi della legge 126/58, elevando le strade provinciali nel percorso tra l'innesto con la statale 87 presso lo scalo di Ripabottoni, per Sant'Elia a Pianisi e Pietracatella fino alla statale 17 e dalla stessa per Riccia, Colle Sannita, Reino, Pesco Sannita e Pietrelcina fino a Benevento, con innesto sulla statale 88.
Il tratto iniziale venne ammodernato a strada a scorrimento veloce e classificato come SS 212 dir, con il contestuale declassamento del vecchio tracciato a strada provinciale (che la provincia classificò come SP 41), nella parte del tracciato tra Benevento e Pietrelcina, data l'importanza di quest'ultimo centro dal punto di vista del turismo religioso legato ai luoghi di culto di san Pio da Pietrelcina, già prima della sua canonizzazione.
Per il resto dell'itinerario, l'idea di un'arteria che velocizzasse gli spostamenti lungo la valle del Fortore, dando anche slancio economico alla zona e la privasse dell'isolamento in cui versa, risale a ben prima del 1996, quando fu infine stilato il progetto del tratto compreso tra Pietrelcina e San Marco dei Cavoti. La nuova arteria, costruita ex novo e non adattando il vecchio tracciato, destinato quindi al declassamento, si trova a rappresentare il percorso preferenziale alla SS 212, pur servendo le stesse località, fino al bivio con la SS 369, da qui prosegue invece lungo la direttrice segnata da quest'altra statale. Nel 2003 è stato dato il via libera ai lavori per quella che poi è stata classificata come Variante di Pietrelcina che, dopo la fase di appalto, sono stati conclusi e, nel 2012, è stato aperto il tratto dallo svincolo Pietrelcina allo svincolo Pesco Sannita nonché altri 4 km circa fino all'uscita attualmente obbligatoria, svincolo provvisorio per San Marco dei Cavoti.

### Tratti riclassificati
- Strada provinciale 41 SS 212 (da Benevento a c.da Mosti): tratto declassificato e ora gestito dalla provincia di Benevento;
- tratta di circa 19,6 km, dal km 5,700 presso l'innesto con la SS 212 dir/var (rotonda di contrada Mosti, presso lo svincolo di Pietrelcina) al km 25,317 dove vi si immette la SS 369 (Innesto di Reino); ceduta agli enti territoriali campani e non ancora (al 2020) classificata;
- Nuova Strada ANAS 278 ex SS 212 (Variante di Riccia): tratto riclassificato insieme alla NSA 340 ex SS 17 (Variante di Riccia) contestualmente alla costruzione ed apertura di un tratto in fondo valle al torrente Succida che evita l'attraversamento urbano di Riccia; il tratto riclassificato origina dal ponte in località Escamare, attraversa il paese e si congiunge a NNO di questo alla ex SS 17 in località Cantoniera (mentre il nuovo tracciato, interamente SS 212 prosegue in fondo valle, riceve la ex SS 17 e ne segue un percorso rettificato, sostituendola come classificazione, fino alla SS 645);
- Nuova Strada ANAS 365 ex SS 212 (Variante presso torrente Tappino).

## Percorso
La strada parte da Benevento in via Valfortore all'altezza di un cavalcavia della strada statale 372 Telesina e prosegue verso nord affiancandosi al nuovo percorso a scorrimento veloce, con cui è connessa nella località contrada San Chirico. Da qui prosegue ancora come complanare alla SS 212 dir per poco meno di un kilometro, si allontana poi da questa per superare la grossa curva della ferrovia Benevento-Campobasso nella contrada Piano Borea, prima con un sottopasso e poi con un passaggio a livello, dopo il quale è di nuovo accanto al nuovo percorso in scorrimento veloce e raggiunge la rotonda di contrada Mosti, ancora in comune di Benevento. Dalla rotonda la strada prosegue quindi sul tracciato storico raggiungendo il centro abitato di Pietrelcina e proseguendo per Pesco Sannita e per Reino.
Al bivio di Reino, poco dopo il chilometro 25, si distacca la strada statale 369 Appulo Fortorina (provinciale nel periodo 2001-2018) per San Marco dei Cavoti e San Bartolomeo in Galdo, che raggiunge anch'essa la statale 17, ma passando realmente attraverso la valle del Fortore, a differenza della SS 212, che a dispetto del nome di Fortorina non giunge mai ad attraversare questo fiume. Proprio all'altezza dell'Innesto di Reino termina la tratta riclassificata e comincia la gestione ANAS, ovvero inizia quella che è la strada della Val Fortore dal 2018.
Oltrepassato il bivio, il tracciato prosegue sempre in direzione nord verso Colle Sannita, alle cui porte, in località Cappella del Carmine, si diparte invece la Strada Provinciale 100, ex strada statale 625 della Valle del Tammaro per Circello, Campolattaro e Pontelandolfo. Il percorso, ancora in direzione nord, aumenta di altitudine e costeggia il piccolo insediamento di Decorata fino a scollinare, poco dopo, all'altezza di sella Canala (805 m s.l.m.), dopo la quale giunge al confine con il Molise alla progressiva chilometrica di 49,670.
Qui la strada procede attraversando il bosco Mazzocca, dove si distacca la Strada Provinciale 101 Mazzocca di Riccia che funge da variante di percorso per circa 4,5 km, dopo i quali si ricongiunge; intanto si trova giunta nel bacino del torrente Escamare, affluente del Tappino. In località Escamare, alle porte dell'abitato di Riccia, si dividono vecchio e nuovo tracciato, con le rispettive progressive di 60 e 57 km: la Ex SS 212 (o SS Ex 212 in segnaletica e NSA 278 in documenti) supera con un ponte il torrente Escamare, sale al paese di Riccia e ridiscende alla SP 162, anch'essa tratto riclassificato, stavolta della SS 17. Il percorso ANAS continua invece seguendo il torrente Succida in fondo valle attraverso una serie di viadotti e rilevati, con una variante all'abitato di Riccia sia per la SS 212 che per la SS17, che porta la statale a nord del paese dove al km 62 riceve la stessa ex strada statale 17 dell'Appennino Abruzzese e Appulo Sannitico (NSA 340 alla chilometrica 254,7). L'incrocio tra le due arterie avviene a valle rispetto all'innesto del tracciato precedente e, se prima era la 212 ad innestarsi sulla statale 17 dopo essere uscita da Riccia e a seguire in tratto comune quest'ultima nella discesa verso valle, ora la ex SS 17 riceve questo vecchio tratto della 212 (NSA 278) e scende verso valle per continuare il suo percorso in comune, che però è stato oggetto di rettifica e ammodernamento e negli anni 2010 riclassificato come SS 212, fino allo svincolo per Gambatesa al km 258 da cui la ex SS 17 prosegue con percorso autonomo verso est.
La strada procede fino al km 66,8, dove si innesta in corrispondenza di una rotonda con la strada statale 645 Fondo Valle del Tappino (km 22,280), in comune alla quale oltrepassa il torrente Tappino sul viadotto Sant'Anna e prosegue per un breve tratto; con l'altra statale che punta verso Campobasso, la SS 212 riprende il suo percorso autonomo come svincolo della prima, proseguendo con la chilometrica originaria dalla progressiva di 80,1. Da qui il percorso ricalca abbastanza fedelmente quello originario e si fa più tortuoso, risalendo a mezzacosta fino a Pietracatella, dove supera il passo omonimo (725 m s.l.m., al km 88,235 ca). Scende poi per un breve tratto e continua a mezza costa verso Sant'Elia a Pianisi, che attraversa come corso Umberto I; qui, al km 94,85, vi si innesta la SS 212 bis, alternativa di percorso per questo ultimo tratto più lineare e veloce. Esce dal centro abitato e ridiscende con varie curve fino ad un complesso di svincoli con cui è connessa da un lato, di nuovo, alla SS 212 bis, da un altro alla strada statale 87 var Falcionina (vecchio tracciato della 87 Sannitica divenuto provinciale e poi riclassificato dall'ANAS come NSA 523) e da un altro alla stessa Sannitica, su cui termina nei pressi della stazione di Ripabottoni-Sant'Elia, alla progressiva kilometrica di 104.

### Località attraversate

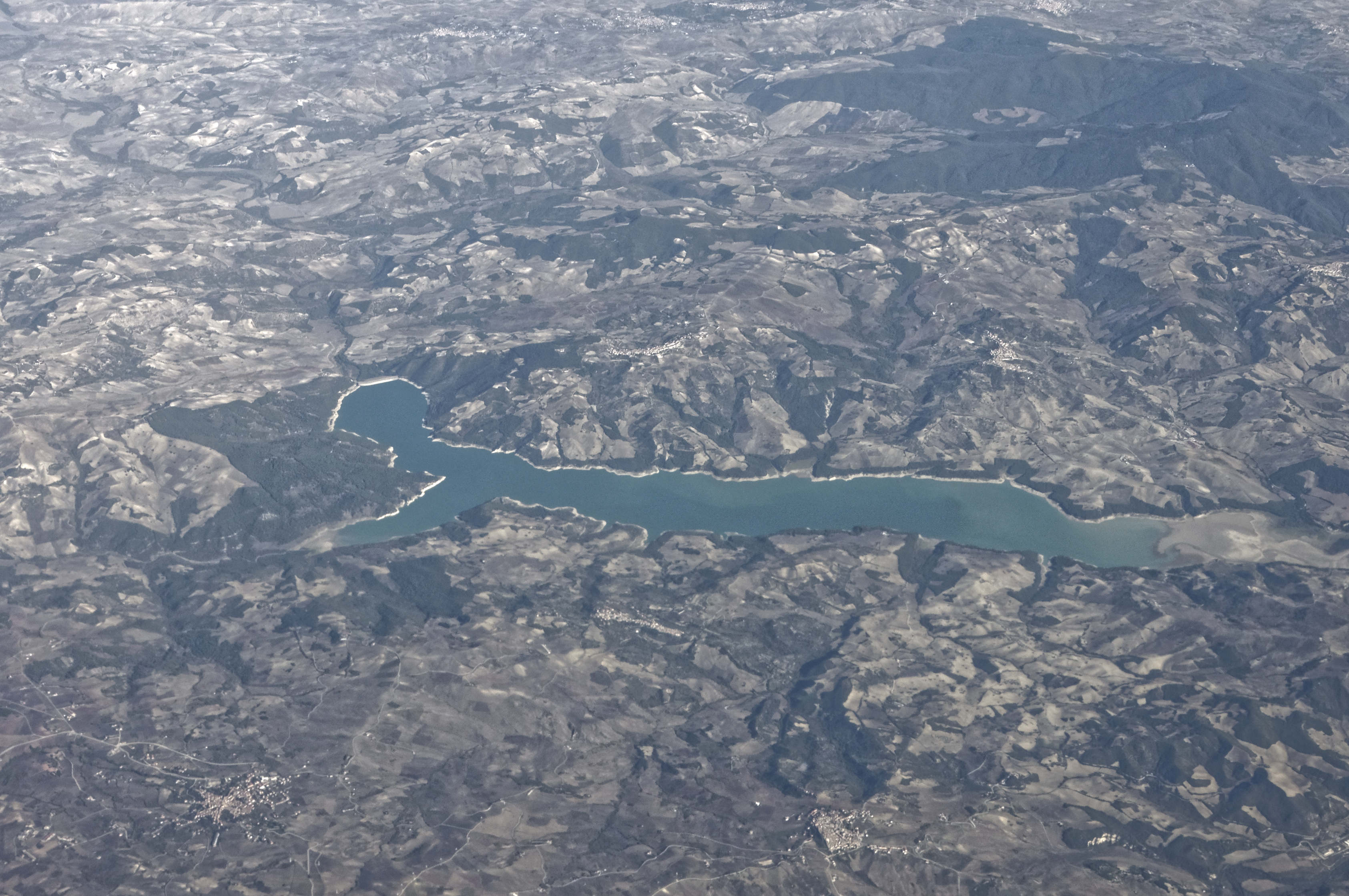
Veduta aerea della zona attraversata accanto al lago di Occhito

Elenco schematico delle località attraversate (in corsivo quelle del vecchio percorso riclassificato, senza attraversamento urbano dopo la costruzione in scorrimento veloce):

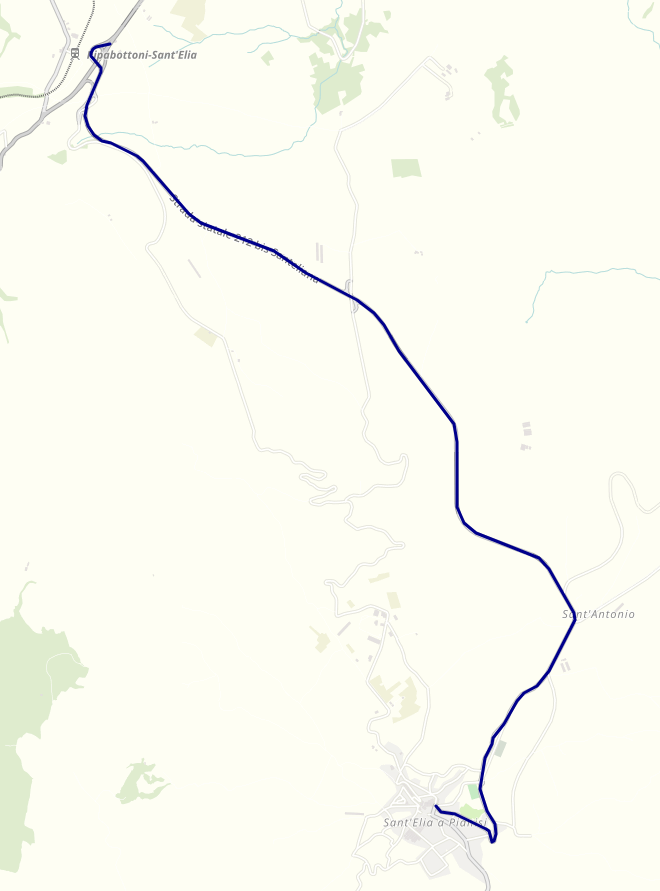
Tracciato della SS212 bis Santeliana

- Benevento
- Pietrelcina
- Pesco Sannita
- Innesto di Reino
- Reino
- Colle Sannita
- Decorata
- Riccia
- Pietracatella
- Sant'Elia a Pianisi

## Strada statale 212 dir

### Percorso
La strada inizia allo svincolo Benevento Ovest - Pietrelcina della SS 372 e raggiunge un portale di biforcazione con la SS 212 originaria, che qui ha come complanare, all'altezza della contrada San Chirico. Tramite un percorso piuttosto scorrevole e moderno (singola carreggiata, due corsie senza incroci a raso) evita l'attraversamento della ferrovia Benevento-Campobasso che il vecchio percorso doveva superare e raggiunge lo svincolo per Pietrelcina, alla cui uscita è posta la rotonda di contrada Mosti che raccorda nuovo e vecchio percorso, quest'ultimo giunge a Pietrelcina dopo circa 4 kilometri. A livello dello svincolo lo scorrimento veloce prosegue senza soluzione di continuità nella SS 212 var.
Lungo il percorso viene utilizzata in modo promiscuo la segnaletica riportante SS 212 e SS 212 dir.

### Tabella percorso
| Nuova Fortorina (primo tratto) |                                                                                     |     |           |
| Tipo                           | Indicazione                                                                         | km  | Provincia |
|                                | Rotonda dei Pentri Vitulanese - Stazione via Padre Pio Telesina - Tangenziale Ovest | -   | BN        |
|                                | Inizio tratto a scorrimento veloce                                                  | 0,0 | BN        |
|                                | A1 Milano - Napoli - Campobasso - Tangenziale Ovest                                 | 0,0 | BN        |
|                                | Contrada san Chirico Ex della Val Fortore                                           | 0,5 | BN        |
|                                | Pietrelcina Fine tratto a scorrimento veloce Contrada Mosti - Pietrelcina e Scalo   | 6,0 | BN        |
|                                | Prosecuzione tratto a scorrimento veloce Variante di Pietrelcina                    | 6,0 |           |

## Strada statale 212 var Variante di Pietrelcina
La strada statale 212 var Variante di Pietrelcina (SS 212 var) è una strada statale italiana di recente costruzione che prende il nome dal comune di cui evita l'attraversamento del centro urbano.

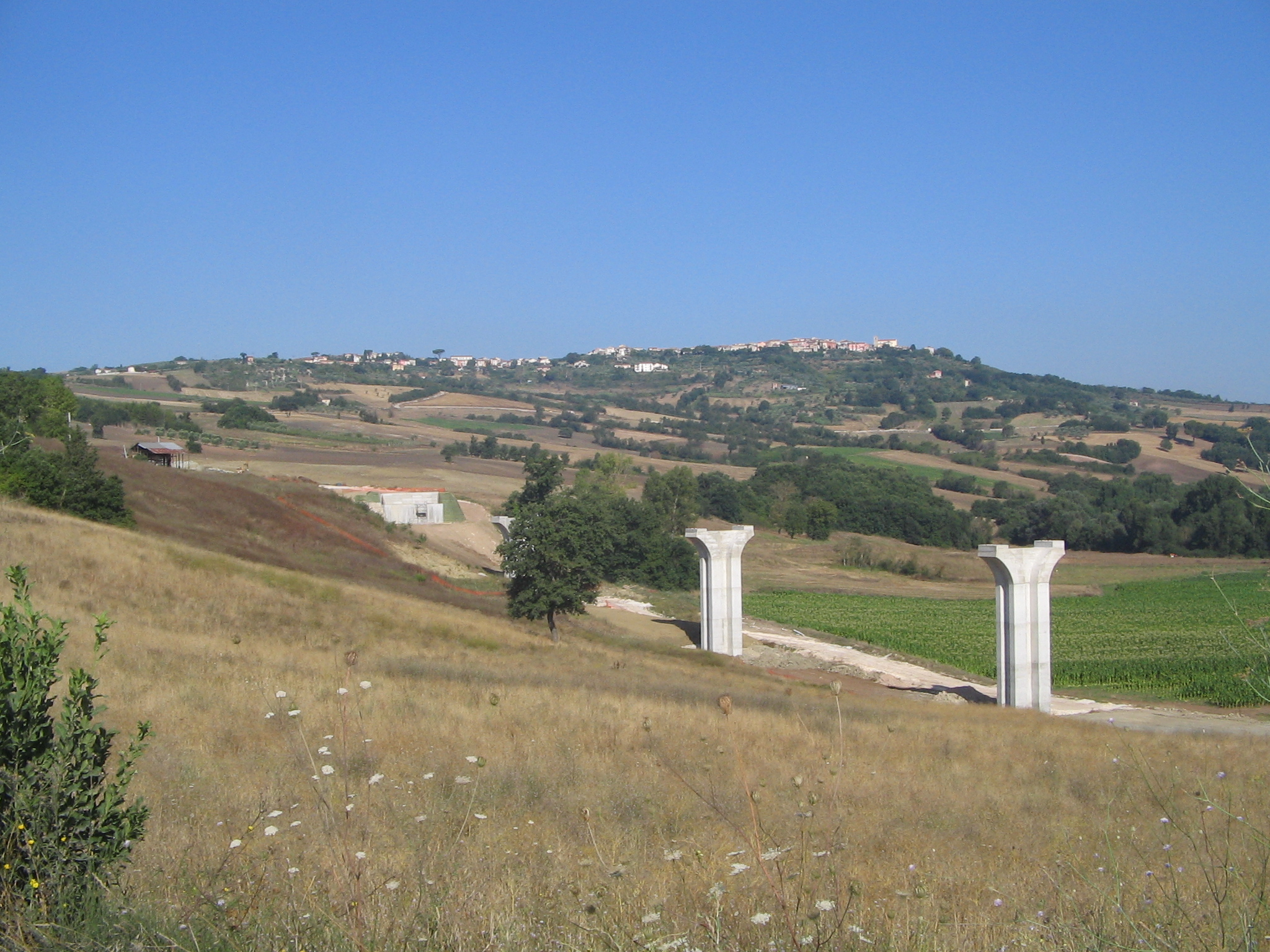
Lavori di costruzione nel 2009, tra Fragneto Monforte e Pesco Sannita

La strada rappresenta il tratto ad oggi in esercizio della nuova Fortorina, arteria che sulla carta dovrebbe collegare Benevento con la valle del Fortore, in sostituzione degli obsoleti tracciati della strada statale 212 della Val Fortore e della strada statale 369 Appulo Fortorina. In particolare è stata approvata la costruzione dell'arteria fino allo svincolo di San Marco dei Cavoti, per confluire proprio nella ex SS 369.
La prima parte del tratto in funzione è stata inaugurata il 28 marzo 2012 e ha origine all'altezza della rotonda di contrada Mosti, non lontano dalla stazione di Pietrelcina, dal tratto già ammodernato della SS 212, la cui costruzione aveva portato ad un declassamento della prima parte a strada provinciale (n. 41); questa parte iniziale terminava provvisoriamente in corrispondenza dello svincolo di Pesco Sannita, per una lunghezza di 4,200 km. Il 6 dicembre 2013 c'è stata l'apertura della tratta tra lo svincolo di Reino e la rotonda sulla "strada beneventana n° 2" alle porte di San Marco dei Cavoti, ultima tratta messa in funzione al 2020.

### Tabella percorso
| Variante di Pietrelcina | |      |           |
| Tipo                    | Indicazione                                                                                               | km   | Provincia |
|                         | della Val Fortore                                                                                         | 5,7  | BN        |
|                         | Pesco Sannita                                                                                             | 7,7  | BN        |
|                         | Pesco Sannita Stazione di Cese - Contrada Francavilla                                                     | 9,9  | BN        |
|                         | Fragneto - Pesco Scalo - Fragneto l'Abate - Fragneto Monforte                                             | 12,4 | BN        |
|                         | Reino - Colle Sannita ex della Valle del Tammaro Circello - Oasi e Lago di Campolattaro                   | 19,1 | BN        |
|                         | Fine tratto a scorrimento veloce Appulo Fortorina San Marco dei Cavoti - Foiano di Val Fortore - Molinara | 21,2 | BN        |